# Боевой топор
Боево́й топо́р — средневековое специализированное ручное оружие ударного типа, или же топор, предназначенный для использования в качестве оружия.

## История
Топор для боя мог быть каменным, металлическим и реже из других материалов. Применялся преимущественно для ближнего боя. Некоторые разновидности топоров, например, германская франциска, могли также метаться. Лёгкие короткодревковые боевые топоры являются одноручными. Тяжёлые и длиннодревковые — двуручными. Одностосторонние топоры имеют одну лопасть (полотно), двухсторонние, соответственно, — два (лабрис, сагарис) или являются комбинированным оружием, то есть снабжены на обухе клевцом, молотком, крюком, булавой или сочетаются с огнестрельным оружием. Дополнительное остриё может находиться также сверху. Иногда и вток на нижнем конце рукоятки также рассчитан на использование в бою. Рукоятки боевых топоров могут быть просто деревянными, снабжаться дополнительной защитой в виде железных полос (лангеты) или они полностью железные. Рука бойца также могла иметь защиту гардой дискообразной или дугообразной формы, как на клинковом оружии.
Если для пеших воинов топор часто являлся основным оружием, то для всадников он обычно был вспомогательным. На Руси (в России) боевой топор, клинок которого образует кривые изгибы — бердыш или франциска, также пехотинцами использовалась секира — состоящая из рукояти, клинка, в виде полумесяца (железка), острого с выпуклой стороны, а на противоположной лезвию стороне, — обуха, также иногда находился крюк. В Западной Европе, в Фламандии в период XIV — XV столетий, использовался боевой топор годенбак, позже сменённый алебардой.
На основе боевого топора появились следующие виды европейского длиннодревкового оружия: бердыш, алебарда, поллэкс. Также топоры широко применялись в качестве парадного и церемониального оружия.

## Названия
Боевой топор получил распространение во всем мире, и в разных странах (краях, регионах) появились различные модификации боевых топоров, в частности:
- кельт;
- сагарис;
- секира[2];
- скандинавский боевой топор;
- томагавк;
- валашка;
- франциска;
- чекан;
- лабрис.

- Каменный ладьевидный боевой топор. Ранний бронзовый век. Национальный исторический музей Республики Беларусь. Почтовая марка Белоруссии.
- Древнеегипетский боевой топор, XVIII династия (около 1504—1447 гг. до н. э.)
- Двулезвийный иранский табарзин, принадлежавший Мирзе Фатали Ахундову, XVIII в.
- Томагавк оглала-сиу, кон. XIX в.
- Боевой топор. Музеи Московского Кремля
- Топор, Ф. Г. Солнцев, «Древности Российского государства».
- Топор, Ф. Г. Солнцев, «Древности Российского государства».
- Топор, Ф. Г. Солнцев, «Древности Российского государства».
- Боевой топор, Ф. Г. Солнцев, «Древности Российского государства».